# 82 Эридана
82 Эрида́на или HD 20794 (лат. 82 Eridani) — одиночная звезда главной последовательности спектрального класса G8 в созвездии Эридан. Она находится на расстоянии около 20 световых лет от Солнца. У звезды обнаружены, как минимум три планеты.

## Физические характеристики
82 Эридана — жёлтый карлик спектрального класса G8V (более тусклый, чем Солнце). Звезда вращается вокруг своей оси со скоростью 0,52 км/с (Солнце вращается со скоростью 2 км/с). 82 Эридана движется очень быстро по сравнению с другими объектами нашей Галактики, из чего следует, что она принадлежит популяции II, а, следовательно, имеет низкую металличность. Галактическая орбита 82 Эридана имеет довольно высокий эксцентриситет 0,40 и проходит на расстоянии от 4,6 килопарсек до 10,8 кпк от ядра Галактики. Масса звезды составляет около 70% массы Солнца, температура поверхности приблизительно равна 5401 кельвинам. Возраст звезды астрономами определяется в 5,76 миллиардов лет, что немного больше возраста нашего дневного светила.

## Планетная система
В августе 2011 года астрономы, работающие со спектрографом HARPS, объявили об открытии сразу трёх планет в системе. Две из них представляют собой раскалённые сверхземли, обращающиеся очень близко к родительской звезде. Сверхземля HD 20794 d находится в зоне обитаемости, где условия могут позволять существование жидкой воды. Ниже представлены характеристики планет. Открытие планет было совершено методом Доплера.

## Ближайшее окружение звезды
Следующие звёздные системы находятся на расстоянии в пределах 10 световых лет от  82 Эридана.
| Звезда          | Спектральный класс | Расстояние, св. лет |
| LP 944-020      | M9                 | 4,4                 |
| LHS 1565        | M5,5 V             | 7,9                 |
| RR Резца        | DA8 VII            | 8,1                 |
| Звезда Каптейна | M1 V               | 8,9                 |